# Lieja Tunks
Liesbeth ("Lieja") Jantina Tunks, född den 10 mars 1976 i Purmerend i Nederländerna som Liesbeth Koeman är en kanadensisk friidrottare som tävlar i kulstötning. 
Tunks var tävlade för Nederländerna fram till och med 2006 då hon bytte medborgarskap efter att ha gift sig med den kanadensiska diskuskastaren Jason Tunks. 
Tunkgs var i final vid både Olympiska sommarspelen 2000 och 2004 och slutade nia respektive elva. Hon har även varit i VM-final tre gånger med en tionde plats från VM 2003 som främsta merit. 
Inomhus blev hon bronsmedaljör vid EM i Wien 2002. Dessutom blev hon trea vid IAAF World Athletics Final 2004 i Monaco.

## Personliga rekord
- Kulstötning - 18,82 meter